# Stadion Rajko Mitić
Das Stadion Rajko Mitić (serbisch Стадион Рајко Митић Stadion Rajko Mitić), ehemals Stadion Roter Stern – auch bekannt als Marakana oder Marakana von Belgrad – ist ein Fußballstadion mit Leichtathletikanlage im Besitz des Belgrader Fußballklubs Roter Stern Belgrad. Es ist mit 55.538 Sitzplätzen und einer Gesamtkapazität von bis zu 60.000 Zuschauern das größte Stadion in Serbien.
Es fasste früher über 110.000 Zuschauer und gehörte zu den größten Stadien der Welt. Aufgrund der Größe sowie der ähnlichen Architektur und Atmosphäre erhielt es den Beinamen Marakana analog zum brasilianischen Maracanã in Rio de Janeiro.
Die Spielstätte war Schauplatz des Endspiels im Europapokal der Landesmeister 1973 und der Fußball-Europameisterschaft 1976. Die Spielstätte war auch Teil eines von Stadionwelt im Jahr 2011 veröffentlichten Buches mit dem Titel 50 Stadien in Europa, die man gesehen haben muss.
Im Dezember 2014 beschlossen die Aktionäre von Roter Stern Belgrad bei der Hauptversammlung, das Stadion nach Rajko Mitić (* 1922; † 2008), der von 1945 bis 1958 in 572 Spielen 262 Tore für Roter Stern erzielte, zu benennen. Mitić gilt als einer der größten Spieler und Trainer des jugoslawischen und serbischen Fußballs.

## Standort und Verkehrsanbindung

### Lage und Umfeld

Belgrader Stadtbezirke

Das Stadion zeichnet sich durch seine zentrale Lage aus und befindet sich in der geografischen Mitte der serbischen Hauptstadt auf dem sogenannten Topčider-Hügel, südlich der Save und der Donau. Im Stadtbezirk Savski Venac beheimatet liegt es zwischen der westlich gelegenen Ljutice-Bogdan-Straße 1a Ecke Banjički-venac-Straße, sowie dem östlich liegenden Bulevar oslobođenja und ist unweit von der Innenstadt entfernt, wodurch das Stadion über verschiedene Anfahrtswege zu erreichen ist. Direkt an der Nord- und Südseite liegt das Vereinsgelände von Roter Stern mit Trainingsplätzen und einem Clubhaus. Etwa 550 Meter Luftlinie nördlich des Sportkomplexes befinden sich das Partizan-Stadion, die Heimstätte des Fußballclubs Partizan, und das Vereinsgelände, mit dessen Tennisabteilung Roter Stern eine traditionsreiche sportliche Rivalität verbindet.

### Anreisemöglichkeit
Durch die nahe Lage an der Autobahn E-75 und die relative Nähe zur E-70, die beide an den paneuropäischen Verkehrskorridor X angebunden sind, ist für Anreisende mit dem PKW ein zügiges Verkehren von und zu den Spielen gewährleistet. Der ebenfalls mit dem Verkehrskorridor X verbundene Belgrader Eisenbahnknoten, soll mit der geplanten Belgrader Metro das Rückgrat des schienengebundenen öffentlichen Personalverkehrs der Stadt stellen.
Vom Belgrader Hauptbahnhof gelangt man mit der Belgrader Straßenbahnlinie 9 des städtischen Verkehrsunternehmens GSP Beograd, des Hauptträgers des öffentlichen Personennahverkehrs, zur Haltestelle Zvečanska. Von dort geht man entlang des Bulevar oslobođenja in Richtung des Kreisverkehrs Trg oslobođenja, biegt in die Dr. Milutina Ivkovića-Straße und geht zur Abbiegung in die Ljutice-Bogdan-Straße, von der man von Norden aus das Stadion erreicht. Entlang der Ljutice-Bogdan-Straße kann aber auch die anschließenden Autobuslinien 42, 59 und 78 nutzen, die vor der Spielstätte halten, wobei die Linie 78 auch vom Hauptbahnhof aus genutzt werden kann. Zentraler Verteiler und daher Hauptverkehrsknoten der Metropole ist jedoch der als Kreisverkehr angelegte Slavija-Platz. Von dort aus fahren die Straßenbahnlinien 9, 10 und 14 zur Haltestelle Zvečanska. Vom Bahnhof Belgrad Zentrum gelangt man mit der Stadtbahn des Beovoz der Linie 1 zur Haltestelle Karađorđev-Park.

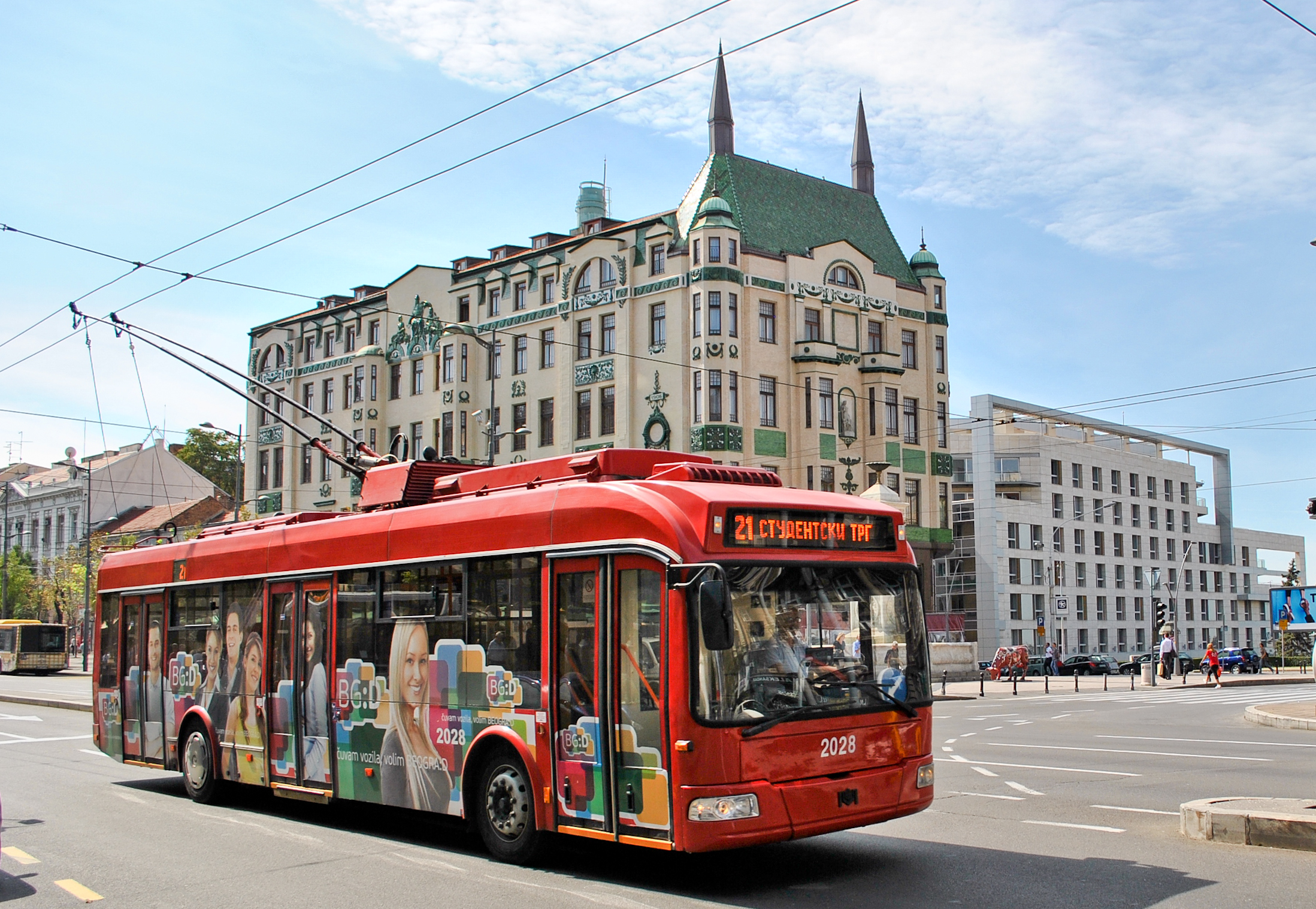
Neues Modell des Belkommunmasch-Oberleitungsbusses am Terazije-Platz.

Von dort ist das Stadion in ca. 25 Minuten zu Fuß zu erreichen. Über die Haltestellen Vukov spomenik und Bahnhof Belgrad Zentrum soll die Stadtbahn an die zukünftige U-Bahn angebunden werden, wodurch auch die Erreichbarkeit des Stadions verbessert wird. Mit der Buslinie 78 gelangt man direkt vom Hauptbahnhof aus zum Stadion. Vom Slavija-Platz aus fahren die vor der Westtribüne haltenden Buslinien 42 und 59 sowie der Minibus E7. Vor dem Stadion halten auch die Belgrader Oberleitungsbusse der Linien 40 und 41 sowie die Buslinie 94. In der Nähe der Nordtribüne halten die Linien 47 und 48, genauer an der Haltestelle Trg oslobođenja. An der nahegelegenen Autokomanda, einem Verkehrsknotenpunkt, halten die Linien 17, 18, 39, 46 und 55. Von dort aus erreicht man per Fußweg die Ljutice-Bogdan-Straße.
Vom Nikola-Tesla-Flughafen, sind es etwa 12 Kilometer bis zum Stadion. Im Besitz von zwei Terminals ist ein getrennter Check-in möglich, wodurch gegnerische Fans bei Bedarf voneinander abgegrenzt werden können. Mit dem Minibus der Linie A1 gelangt man vom Flughafen aus zum Slavija-Platz und mit der Buslinie 72 ins Stadtzentrum. In Zukunft soll der Flughafen im Rahmen eines Ausbaus des Beovoz besser an den Regionalverkehr angeschlossen werden, wodurch auch die Spielstätte leichter zu erreichen sein wird.

## Geschichte

### Vorgeschichte

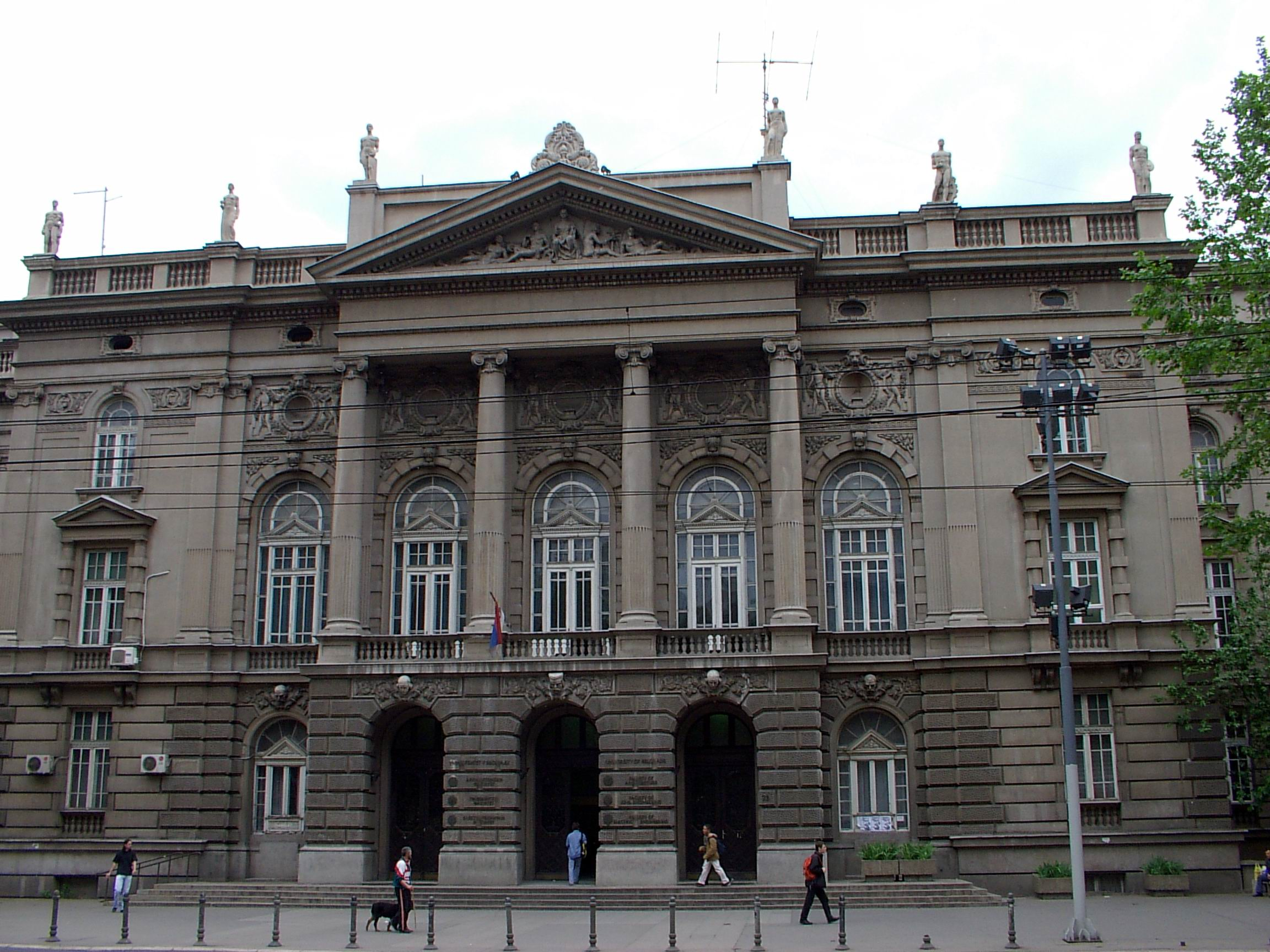
Die heutige Fakultät für Elektrotechnik der Universität Belgrad.

Exakt auf der heutigen Baufläche des Stadions befand sich zuvor die Heimstätte des SK Jugoslavija, einer der erfolgreichsten serbischen bzw. jugoslawischen Fußballvereine vor dem Zweiten Weltkrieg. Es war bereits das dritte Stadion des Vereins, doch dessen allererstes wurde bereits 1913 errichtet und befand sich dort, wo sich heute die Fakultät für Elektrotechnik der Universität Belgrad befindet, genauer an der Kreuzung König Aleksandar Boulevard Ecke Roosevelt-Straße. Es war ein kleines Stadion und war unter dem Namen Trkalište bekannt, das 1.000 Sitzplätze beinhaltete, jedoch keine Tribünen besaß. Stattdessen gab es mehrere Reihen hölzerner Bänke, während als Stehplatz eine geneigte Böschung genutzt wurde. Da die Spielstätte während des Ersten Weltkrieges zerstört wurde, entstand 1919 an derselben Stelle ein neues Stadion mit einer Kapazität von 2.500 Sitzplätzen. Im Gegensatz zum ersten Stadion besaß das neue eine Tribüne, unter der sich Umkleideräume und Duschen befanden.
Im Laufe der Zeit wurde das Stadionumfeld um eine Leichtathletikanlage sowie um mehrere Fußball- und Tennisplätze erweitert, jedoch wurde das Stadion aufgrund der geplanten Erbauung der Fakultät im Jahr 1925 wieder abgerissen und der Bau eines neuen Stadions in Auftrag gegeben. Die letzte Begegnung vor dem Abriss war das Freundschaftsspiel zwischen SK Jugoslavija und SK Slovan, einem österreichischen Verein aus dem Wiener Bezirk Penzing, das mit 3:3 unentschieden endete.

### Altes Stadion
Das neue Stadion des SK Jugoslavija wurde von 1925 bis 1927 mit einem Fassungsvermögen für 20.000 bis 30.000 Zuschauern erbaut und war unter dem Namen Avala bekannt. Es wurde auf dem Topčider-Hügel errichtet, das unter anderem in Besitz einer überdachten Tribüne, einer Leichtathletikanlage und eines Trainingsgeländes war. Offiziell wurde es am 24. April 1927 eröffnet, dessen Einweihungszeremonie von einem zweitägigen Fußballturnier begleitet wurde, an dem auch der SK Slovan teilnahm. 1932 wurde es schließlich als erstes Stadion im Königreich Jugoslawien mit einer Flutlichtanlage ausgestattet. Das Freundschaftsspiel vom 22. Juni desselben Jahres zwischen dem SK Jugoslavija und Racing Club de France gilt heute als erste Begegnung, die in Jugoslawien unter Flutlicht ausgespielt wurde. Bereits fünf Jahre später beschloss die Regierung die erste Umbauphase, die eine Modernisierung und Erweiterung des Stadions beinhaltete. Dabei sollte es genau auf die Maße des damaligen Berliner Olympiastadions erweitert werden und etwa 50.000 Zuschauern Platz bieten. Im Stadionumfeld begann neben der Renovierung auch der Erbauung eines weiteren Trainingsgeländes, einer Radrennbahn, mehrerer Schwimmbäder, Sportplätzen für den Basketball-, Handball-, Tennis- und Volleyballsport, Sporthallen für unterschiedliche Kampfsportarten, sowie eines Restaurants und eines Clubhauses. Der Bau des Stadions war praktisch abgeschlossen und sollte am 20. April 1941 eröffnet werden, doch am 6. April 1941 griffen die Armeen der Achsenmächte den Staat Jugoslawien an, sodass es zu keiner Einweihungszeremonie kam.
Nach Ende des Zweiten Weltkriegs wurde der SK Jugoslavija von der neuen Regierung aufgelöst und sein Eigentum, einschließlich des Stadions und des Trainingsgeländes, wurde dem 1945 gründeten Fußballclub Roter Stern Belgrad übergeben. Ende der 1950er Jahre legte die Vereinsführung schließlich den Bau eines neuen Großstadions an gleicher Stelle an. Das letzte Spiel fand am 27. Dezember 1959 zwischen Roter Stern und FK Novi Sad statt. Mit dem anschließenden Abriss endete auch ein Teil der Fußballgeschichte Belgrads, denn zahlreiche Fußballstars waren in dem Stadion aufgelaufen und so manche spektakuläre Begegnung war dort ausgetragen worden. So wurden dort Torhüter wie Ricardo Zamora und František Plánička bezwungen, von Stürmern wie Blagoje Marjanović, die alle in den 1930er Jahren weltweit zu den besten ihres Fachs gehörten. In den 1950er Jahren spielten regelmäßig zahlreiche jugoslawische Fußballgrößen im Stadion, darunter einer der weltbesten Torhüter Vladimir Beara, oder Vladimir Durković und Vladica Popović sowie Rajko Mitić, der mit der jugoslawischen Nationalmannschaft zwei olympische Silbermedaillen bei den Spielen 1948 und 1952 gewann, ebenso wie Dragoslav Šekularac 1956; alles Namen, die bis heute vielen in Erinnerung geblieben sind.

### Bau des Stadions
Da Roter Sterns altes Stadion immer weniger den Anforderungen eines europapokaltauglichen Fußballstadions entsprach und zudem ein stetiger Zuschaueranstieg zu beobachten war, gab es schon Jahre zuvor Pläne für eine neue Spielstätte. Als aufgrund dessen bereits das Halbfinalrückspiel im Europapokal der Landesmeister 1956/57 gegen den AC Florenz und das Viertelfinalrückspiel im Europapokal der Landesmeister 1957/58 gegen Manchester United im JNA-Stadion von Partizan ausgetragen werden musste, wurde der Vereinsführung endgültig klar, dass dringend ein neues Stadion gebaut werden musste. Das Belgrader Bauunternehmen Sport erhielt den Zuschlag und die Architekten Koste Popovića und Saša Radovanović entwickelten daraufhin den Entwurf. Ende der 1950er Jahre wurde das Projekt „Stadion Roter Stern“ präsentiert, das den Bau eines 300 Millionen Dinar teuren, 110.000 Plätze fassenden Stadions vorsah. Da der Dinar in den 1960er und 1970er Jahren für ein realsozialistisches Land eine sehr stabile Währung war und einen Wechselkurs 7:1 mit der deutschen Mark hatte, bedeutete dies Kosten von um die 43 Millionen DM, ein für die damalige Zeit äußerst teures Unterfangen. Um es in die Tat umzusetzen, wurden unter anderem 20 Dinar teure Coupons namens Ciglice an gut besuchten Orten verkauft; nicht nur in Belgrad, sondern in ganz Serbien. Den Verkauf übernahmen oft die eigenen Spieler, darunter Dragoslav Šekularac, einer der Fußballstars jener Periode.
Während der symbolischen Grundsteinlegung, die durch den Vereinspräsidenten Isa Jovanović ausgeführt wurde, war unter anderem auch Miljan Miljanić anwesend, der in seiner Trainerkarriere neben Roter Stern auch Real Madrid zum Double führte. Mit dem Bau des Stadions zwischen 1960 und 1963 begann schließlich eine neue Ära der Belgrader Fußballgeschichte. Architektonisch orientiert sich das Stadion mit seinen klaren geometrischen Grundformen an antiken Sportstätten. Es ist teilweise als Erdstadion ausgeführt, bei dem nur der Oberring über das Erdniveau herausragt, weswegen seine äußerliche Wirkung allerdings nicht so übermächtig ausfällt. Das neue Spielfeld sollte sich 12 Meter tiefer als das alte befinden, allein dafür wurden 350.000 Kubikmeter Erde und 150.000 Kubikmeter Gestein ausgehoben und entfernt. Das Stadionoval wurde in etwa in Nord-Süd-Richtung ausgerichtet und in nordwestlicher Richtung ist von der Westtribüne aus der Blick auf den 2 km entfernten Dom des Heiligen Sava freigegeben, einen monumentalen serbisch-orthodoxen Kirchenbau, der heute die größte Kirche Südosteuropas und eines der größten orthodoxen Gotteshäuser der Welt ist. In den Katakomben der Westtribüne entstanden moderne Umkleideräume sowie Presse- und VIP-Räume. Unter dem Dach wurden mehrere Logen errichtet.

### Eröffnung und erste Spiele
Vor dem offiziellen Eröffnungsspiel kam es zu einem Jugendspiel zwischen Roter Stern und Jedinstvo Zemun, das als Testlauf für die Abläufe im Stadionbetrieb diente. Dabei erzielte Trifun Mihajlović von Roter Stern das erste Tor. Das Stadion wurde dann am 1. September 1963 mit dem Erstligaspiel zwischen Roter Stern und NK Rijeka vor 55.000 Zuschauern offiziell eröffnet, das mit einem 2:1-Sieg für die Heimmannschaft endete. Das erste Tor erzielte der Gästespieler Nedeljko Vukoje, während den ersten Treffer für Roter Stern Dušan Maravić erzielte. Als erster Besucher gilt der im Bauberuf tätige und aus dem Raum Loznica stammende Laza Petrović, der am Eröffnungstag im Stadion bereits um 6 Uhr erschienen war. Kaum angekommen, suchte er sich einen geeigneten Platz auf der Osttribüne und wartete den halben Tag bis zum Spielanpfiff. Die erste Begegnung, die im neuen Stadion gegen den Stadtrivalen Partizan ausgetragen wurde, besser bekannt als Ewiges Derby, verfolgten um die 74.000 Zuschauer. Nach der Vollendung der Westtribüne 1964 erhielt es schließlich sein volles Fassungsvermögen von 110.000 Plätzen und gehörte somit zu den größten Stadien weltweit. Es erhielt daher auch den Beinamen Marakana analog zum brasilianischen Maracanã in Rio de Janeiro.

### Entwicklung
Die höchste registrierte Zuschauerzahl wurde am 23. April 1975 beim Halbfinalspiel des Europapokals der Pokalsieger 1974/75 zwischen Roter Stern und Ferencváros Budapest mit offiziellen 96.070 Zuschauern erzielt. Heute hat das Stadion ein Fassungsvermögen von 55.538 Sitzplätzen, eine Gesamtkapazität von bis zu 60.000 Zuschauern und ist damit das größte Stadion des Landes. Nach dem Olympiastadion Athen (69.618 Plätze), und der Puskás Aréna (67.155 Pläze)  ist es das drittgrößte Stadion in Südosteuropa.

## Bedeutende Veranstaltungen

### Europapokal-der-Landesmeister-Finale 1973
Am 30. Mai 1973 war das Stadion Schauplatz des Endspiels im Europapokal der Landesmeister. Die Mannschaft von Ajax Amsterdam aus den Niederlanden traf auf den italienischen Vertreter Juventus Turin. Vor 91.654 Zuschauern siegte Ajax mit 1:0 durch ein Tor von Johnny Rep in der vierten Minute.

### Fußball-Europameisterschaft 1976
1976 fand die Finalrunde der Fußball-Europameisterschaft in Jugoslawien statt. Im Roter-Stern-Stadion wurden das Halbfinale und das Endspiel des Turniers ausgetragen. Im Halbfinale spielte Jugoslawien gegen Weltmeister und Titelverteidiger Deutschland. Die angriffsstarken und durch das frenetische Publikum angespornten Jugoslawen führten bis zur 32. Minute bereits mit 2:0. Der Braunschweiger Bundesliga-Profi Danilo Popivoda und der jugoslawische Kapitän Dragan Džajić hatten eindrucksvoll vorgelegt. Insbesondere die aus diesen beiden Spielern bestehende jugoslawische Flügelzange machte der deutschen Mannschaft sehr zu schaffen, Džajić wurde klarer Sieger im Duell mit Deutschlands Starverteidiger Berti Vogts. Zur Halbzeit brachte Bundestrainer Helmut Schön den Kölner Mittelfeldmotor Heinz Flohe, und Flohe erzielte in der 65. Minute den Anschlusstreffer.
In der 79. Minute brachte der Bundestrainer schließlich den Kölner Mittelstürmer Dieter Müller. Es war das erste Länderspiel für den 22-Jährigen. Er lief gleich in den Strafraum der Jugoslawen und erwartete eine deutsche Ecke. Die erste Ballberührung in der Nationalmannschaft durch Müller brachte den 2:2-Ausgleich. In der Verlängerung brachen die geschockten Jugoslawen konditionell ein, und Müller erzielte mit zwei weiteren Toren den 4:2-Endstand eines denkwürdigen Halbfinales. Das Finale zwischen Deutschland und dem Überraschungsfinalisten Tschechoslowakei endete nach 90. Minuten mit 2:2. In der Verlängerung geschah nicht mehr viel, und zum ersten Mal in der Geschichte der großen Fußballturniere kam es zu einer Entscheidung durch das Elfmeterschießen. Während Uli Hoeneß beim Stand von 3:4 verschoss, brauchte nur noch Antonín Panenka zu verwandeln und die Tschechoslowaken waren Europameister. Panenka lockte Sepp Maier in eine Ecke und lupfte den Ball selbstbewusst in die Tormitte. Somit hatte die Tschechoslowakei Deutschland besiegt und wurde zum ersten Mal Europameister. Das Endspiel ging als Nacht von Belgrad in die Fußballgeschichte ein.

### UEFA-Pokal-Finale 1979
Im Jahr 1979 erreicht Roter Stern das Finale des UEFA-Pokals. Gegen die Mannschaft von Borussia Mönchengladbach fand das Hinspiel im Stadion Roter Stern statt. Die 87.000 Zuschauer sahen eine 1:0-Führung für Roter Stern von Miloš Šestić, jedoch fiel ein Eigentor durch Abwehrspieler Jurišić und das Spiel endete 1:1. Den UEFA-Pokal holte sich schließlich Mönchengladbach durch einen 1:0-Sieg im Rückspiel.

### Europapokalsieger der Landesmeister 1991
Im Viertelfinale des Europapokals der Landesmeister 1990/91 traf Roter Stern auf den letztmaligen DDR-Meister Dynamo Dresden. Das Hinspiel war vom Belgrader Publikum hoch erwartet, sodass im Marakana etwa 100.000 Roter-Stern-Fans erschienen, während weitere 20.000 sich um das Stadion versammelten. Bemerkenswert war vor allem die Stadion-Atmosphäre vor und während der Begegnung, die als eine der spektakulärsten in die Geschichte des Vereins einging. Ähnlich spektakulär war auch das Halbfinal-Rückspiel gegen den FC Bayern München. Kurz vor Spielanpfiff zündeten Anhänger von Roter Stern hunderte, damals noch nicht geächtete, bengalische Fackeln rund um das ganze Stadion. Diese Bengalo-Show war auch Teil eines BBC-Dokumentarfilms über den Verein. Die 100.000 Zuschauer wurden schließlich Zeuge eines denkwürdigen Halbfinales. Entschieden wurde es durch den damaligen Bayern-Kapitän Klaus Augenthaler und den damaligen Torwart Raimond Aumann, die nach einem Belgrader Angriff in einer dramatischen Unglücksverkettung in der Nachspielzeit ein Eigentor koproduzierten, das schließlich zum 2:2-Endstand führte. Der Schlusspfiff löste schließlich eine große Feier im Stadion und eine massive Invasion auf dem Platz aus.
Der 4:3-Gesamtsieg über die Bayern brachte Roter Stern nach zuvor drei verlorenen Halbfinals schließlich erstmals den Einzug ins Finale des Europapokals der Landesmeister, das die junge Mannschaft von Roter Stern gegen Olympique Marseille gewann. Roter Stern sollte letztendlich an den Wirren des Jugoslawienkrieges und den UEFA-Sanktionen zerbrechen und seine Stars an Großklubs in ganz Europa verlieren; darunter Spieler wie Dejan Savićević, der mit dem AC Mailand 1994 ein weiteres Mal auf Europas Fußballthron steigen sollte, ebenso wie Vladimir Jugović mit Juventus Turin 1996, oder Robert Prosinečki, der für Real Madrid und den FC Barcelona spielte, sowie Siniša Mihajlović, der erfolgreichste Freistoßschütze aller Zeiten, Miodrag Belodedić, der zuvor bereits mit Steaua Bukarest den Europapokal der Landesmeister 1985/86 gewonnen hatte, und Darko Pančev, der Sieger des Goldenen Schuhs von 1991. Dieser Ausverkauf führte zum beispiellosen Zerfall eines amtierenden Europapokalsiegers auf unbestimmte Zeit. Auf europäischer Ebene war das Rückspiel gegen die Bayern die letzte Begegnung dieser glorreichen Generation im Stadion Roter Stern gewesen.

### Sommer-Universiade 2009
Vom 1. Juli bis 12. Juli 2009 war die Sommer-Universiade zu Gast in der serbischen Hauptstadt Belgrad. Die Universiade wurde in 69 verschiedenen Sportstätten in Belgrad und Umgebung ausgetragen. Das Stadion von Roter Stern Belgrad war eine der Veranstaltungsstätten.

## Renovierungen
Im Juli 2008 baute man das Stadion wegen der Sommer-Universiade 2009 um. Die komplette Bewässerungsanlage wurde erneuert und eine Rasenheizung mit 32 Kilometern Rohr und einem längenausgleichenden Heizverteiler eingebaut. Ergänzend dazu wurde die Grundwasser-Pump-Station erneuert. Nach Abschluss der Umbauarbeiten wurde ein neuer Kunstrasen aufgetragen. Der Weltleichtathletikverband (World Athletics) stufte das mit achtspuriger Kunststoffbahn versehene Stadion als erstklassig ein.

## Galerie
| Links der Haupttribüne | Stadionmitte | Rechts der Haupttribüne | Das Marakana unter Flutlicht                       |
| Innenansicht           | Innenansicht | Innenansicht            | Das Marakana in der Abenddämmerung unter Flutlicht |